# 미사와 미쓰하루

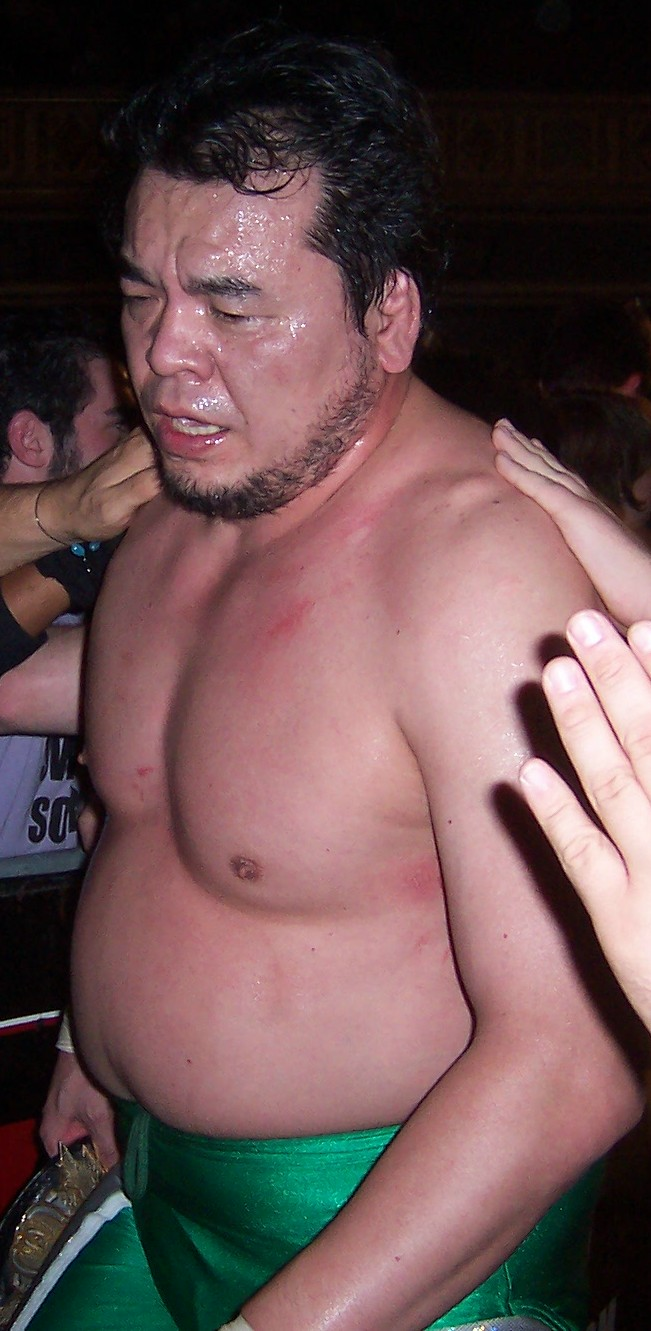
2007년의 미사와 미쓰하루

미사와 미쓰하루(三沢光晴, 1962년 6월 18일 ~ 2009년 6월 13일)는 일본의 프로레슬러이다. 소속사는 '프로레슬링 노아(Pro-Wrestling Noah)'이다.

## 데뷔와 경력
미사와는 1981년에 전일본프로레슬링(AJPW)에서 데뷔해서 1984년에서 1990년까지 제 2대 타이거마스크를 지냈다.
전일본프로레슬링의 설립자이자 사장이었던 자이언트 바바가 1999년에 사망한 후, 그의 아내 모토코 바바가 사장이 되면서 운영진과 선수 간에 분쟁이 발생하였는데, 미사와는 2000년에 전일본의 주요 선수들을 데리고 전일본을 탈퇴하여 새로운 프로레슬링 단체인 '프로레슬링 노아(Pro-Wrestling Noah)'를 설립하여 사장 겸 선수로 활동하였다.

## 사망 원인
2009년 6월 13일 경기 시작 25분에 상대 선수인 사이토 아키토시의 기술 백드롭을 당하고 (백드롭을 맞을 때 머리부터 바닥에 떨어졌다.) 주심에게 "움직일 수 없다."는 말을 하고 의식을 잃은 뒤 사망했다.
미사와는 구급대원에게 10여 분간 심장 마사지와 자동체외식제세동기(AED)를 이용한 심폐소생술을 받았으나 의식을 찾지 못하였고, 병원에 옮겨져 치료를 받았지만 끝내 숨을 거두었다.